# Амір Сурі
Амір Сурі (перс. امیر سوري) — засновник і перший правитель династії Гурідів.

## Правління
За часів свого володарювання Амір Сурі боровся з саффаридським правителем Якубом, який намагався захопити Гур.